# Åstorps landsfiskalsdistrikt
Åstorps landsfiskalsdistrikt var 1918–1964 ett landsfiskalsdistrikt i Kristianstads län, bildat som Björnekulla landsfiskalsdistrikt när Sveriges indelning i landsfiskalsdistrikt trädde i kraft den 1 januari 1918, enligt beslut den 7 september 1917. Den 1 januari 1946 (enligt beslut den 21 december 1945) ändrades landsfiskalsdistriktets namn till Åstorps landsfiskalsdistrikt. Den 1 januari 1965 avskaffades i Sverige samtliga landsfiskaler och landsfiskalsdistrikt, och deras arbetsuppgifter delades upp på de nyskapade indelningarna polisdistrikt, åklagardistrikt och kronofogdedistrikt.
Landsfiskalsdistriktet låg under länsstyrelsen i Kristianstads län.

## Ingående områden
När Sveriges nya indelning i landsfiskalsdistrikt trädde i kraft den 1 oktober 1941 (enligt kungörelsen den 28 juni 1941) tillfördes Ausås landskommun från Rebbelberga landsfiskalsdistrikt. Den 1 januari 1946 ombildades Björnekulla landskommun till Åstorps köping. När Sveriges nya indelning i landsfiskalsdistrikt trädde i kraft den 1 januari 1952 (enligt kungörelsen 1 juni 1951) ändrades indelningen av distriktets ingående områden.

### Från 1918
Södra Åsbo härad:
- Björnekulla landskommun
- Kvidinge landskommun
- Starby landskommun
- Stenestads landskommun
- Västra Broby landskommun
- Västra Sönnarslövs landskommun

### Från 1 oktober 1941
Södra Åsbo härad:
- Ausås landskommun
- Björnekulla landskommun
- Kvidinge landskommun
- Starby landskommun
- Stenestads landskommun
- Västra Broby landskommun
- Västra Sönnarslövs landskommun

### Från 1946
Södra Åsbo härad:
- Ausås landskommun
- Kvidinge landskommun
- Starby landskommun
- Stenestads landskommun
- Västra Broby landskommun
- Västra Sönnarslövs landskommun
- Åstorps köping

### Från 1 januari 1952
- Ausås landskommun
- Kvidinge landskommun
- Åstorps köping